# Gerrhosaurus validus
Gerrhosaurus validus là một loài thằn lằn trong họ Gerrhosauridae. Loài này được Smith mô tả khoa học đầu tiên năm 1849.

## Hình ảnh

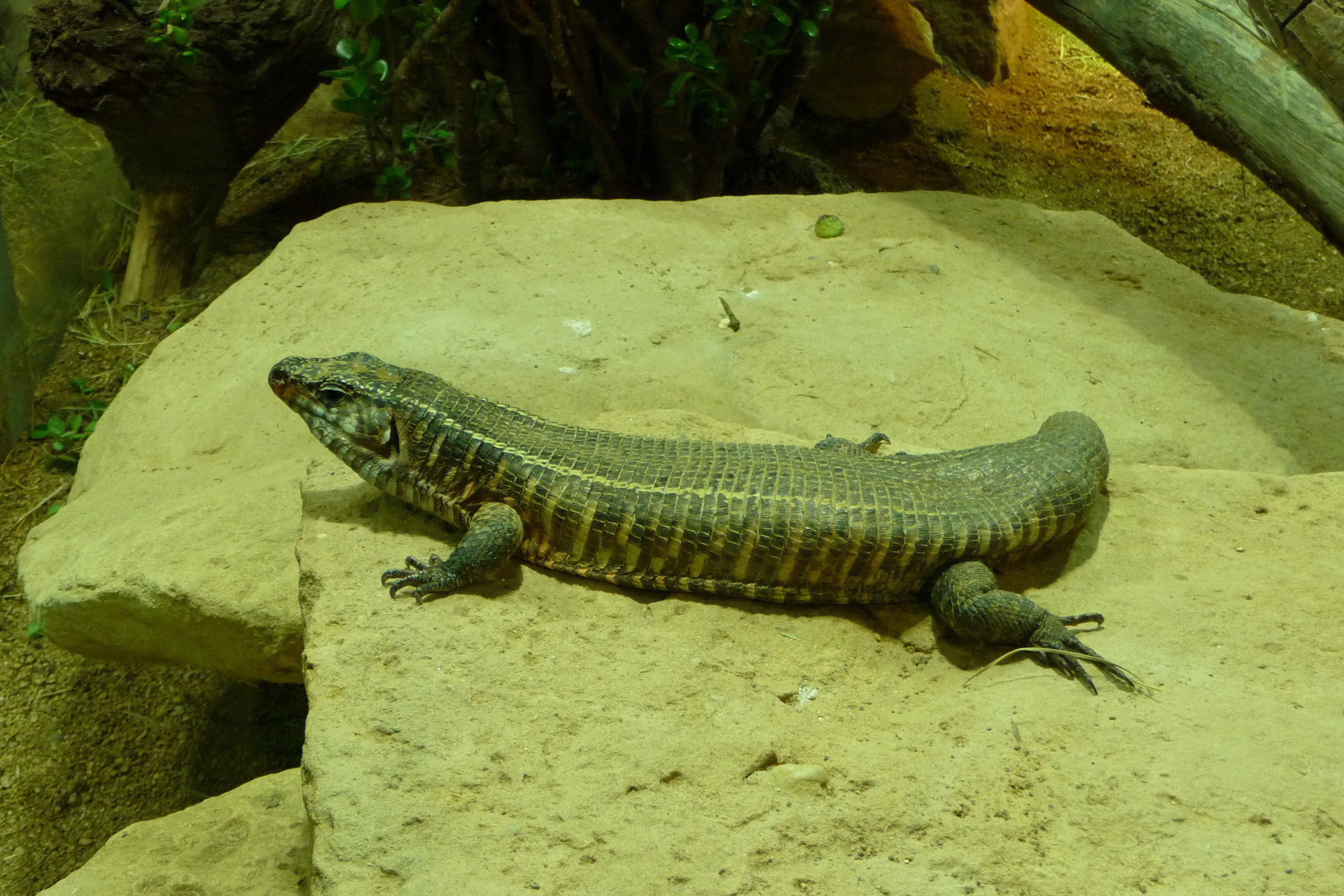